# Ștefan Roșcovan
Ștefan Roșcovan (Chisinau, 26 maart 1999) is een Moldavisch zanger.
Roșcovan is de zoon van Angela Cabari en Anatol Roșcovan, beide bekend in de Moldavische muziekwereld. Hij nam reeds aan verscheidene internationale muziekfestivals deel. Zo nam hij al op vierjarige leeftijd deel aan Stars in Odessa, Oekraïne, Rainbow stars in Jurmala, Letland en Ceata lui Pitigai in Roemenië. In 2006 won hij Kaunas Talent in Litouwen, Mamaia Copiilor in Roemenië en The Little Stars in Sint-Petersburg, Rusland. Een jaar later won hij Trnovgrad Crown in Bulgarije, werd hij tweede in Star of Eilat in Chisinau en derde in Earth under the White Wings in Mozyr, Wit-Rusland. In 2008 werd hij tweede in Vitebsk-2008, waar hij de nummers Eminescu en Deschideti portile zong. Hij won ook Delfic Games 2008. In 2009 nam hij een korte pauze, wegens veranderingen in de stem, maar hij kwam al snel terug, en won Camena in Piatra Neamt. In 2010 won hij nog meer prijzen: brons in Music for Kids in Iasi (voor de nummers Tu esti primavara mea, Say something en Gotto be there) en goud op Mamaia Copiilor in een duet met Madalina Lefter, die Roemenië vertegenwoordigde op het Junior Eurovisiesongfestival 2008.
In 2010 vertegenwoordigde Roșcovan Moldavië op het Junior Eurovisiesongfestival 2010, in de Wit-Russische hoofdstad Minsk, met het nummer Allibaba. Het nummer werd gezongen in het Moldavisch en het Engels. Het was de eerste keer dat Moldavië meedeed aan het Junior Eurovisiesongfestival. Roșcovan kreeg 54 punten en eindigde als achtste.
Roșcovan spreekt Moldavisch, Russisch en een beetje Frans.

## Bron
1. ↑  Ștefan Roșcovan naar Minsk voor Moldavië